# Soyuz (cómic)
Soyuz es un equipo de Superhéroes rusos, creados para la editorial DC Comics, estos personajes son un grupo de jóvenes adolescentes rusos, siendo considerados el primer equipo juvenil soviético, unidos para la protección de su país natal, Rusia en la época de la guerra fría. Sus nombres clave son fueron tomados de diversos personajes de la mitología rusa. Solían aepnas fueron protagonistas de las historietas de Firestorm a finales de los años 80.

## Historia sobre de la publicación
Fueron creados por John Ostrander, Dennis O'Neil y J.J. Birch, en las páginas de la historieta de Firestorm, the Nuclear Man Vol.2 #70 (Abril de 1988), Debutando en una historia llamada, "Time-Wrecked"

## Biografía del equipo
El equipo que debutó en las páginas de las historietas de Firestorm, y que sería conocido como Soyuz operado por primera vez juntos al rescatar a un futuro miembro llamado Ilya Trepilov, que se convertiría en Perun. Decidieron tomar el nombre de equipo Soyuz para ser representados, conformando una alianza con Rusia. A pesar de trabajar de forma encubierta al principio, pronto crearían sus propios uniformes que los identificasen, además, uno de sus miembros, llamada Serafina, fue quien les otorgó los nombres en clave basados específicamente en criaturas de la mitología rusa, para cada uno de sus compañeros de equipo. Ahora unidos como una verdadera fuerza del poder del pueblo ruso, no sería en nombre del Gobierno Ruso quien los enviaría, sinp fueron ellos mismos que fueron a rescatar a la esposa e hijos de Mikhail Arkadin, más conocido como Pozhar, y conocido por ser un rival amistoso de Firestorm, además de ser en un momento parte de la matriz.
Soyuz tuvo algunas aventuras registradas, así que Rusia se dispuso a establecer como prioridad el proteger la identidad nacional de sus jóvenes héroes en los últimos años de la existencia de la URSS. Los jóvenes miembros de Soyuz serían más adelante vistos brevemente ayudando al equipo estadounidense Justicia Joven durante su asalto a la nación de Zandía. Otra de sus aventuras, implicó una aventura enfrentándose al poderoso Imperiex, demostrando que todavía permanecían activos en el este de Europa. Desde entonces no se les ha vuelto a ver luego desde su última aparición.

## Miembros destacados del equipo
- Firebird: - (Su nombre verdadero es Serafina Arkadina) es la sobrina del héroe ruso Pozhar. Ella es una mujer joven de la Federación de Rusia, que nació con poderes psíquicos. Tomando el nombre de Firebird, Serafina Arkadina se unió a otros súper adolescentes rusos para formar el equipo de Soyuz (la versión rusa de los Teen Titans). Soyuz fueron perseguidos por la KGB y otras agencias de inteligencia rusas. Después de su valentía durante la invasión alienígena, el gobierno ruso relajó sus esfuerzos para frenar las actividades de Soyuz. Firebird es el líder de Soyuz.

- Morozko: - Lleva el nombre de un demonio mitológico de hielo debido a su capacidad de crear y controlar el intenso frío.

- Perun: - Nombrado así por el dios del trueno, Perun es capaz de generar, controlar y convertirse en electricidad.

- Rusalka: - Posee la habilidad de controlar el agua tanto en su cuerpo como alrededor de ella.

- Vikhor: - posee el nombre de un demonio mítico por su habilidad para crear y controlar el viento, por lo general para levantar a sí mismo.